# Pidborocicea, Kamin-Kașîrskîi
Pidborocicea (în ucraineană Підбороччя) este un sat în comuna Cerce din raionul Kamin-Kașîrskîi, regiunea Volînia, Ucraina.

## Demografie
Componența lingvistică a localității Pidborocicea
     Ucraineană (99,83%)
     Alte limbi (0,17%)
Conform recensământului din 2001, majoritatea populației localității Pidborocicea era vorbitoare de ucraineană (99,83%), existând în minoritate și vorbitori de alte limbi.